# Bloomfield Road
Bloomfield Road est le nom d'un stade de football localisé à Blackpool, en Angleterre.
C'est l'enceinte du club principal de la ville, le Blackpool Football Club, depuis 1901. Ce stade de 16 220 places a été inauguré le 28 octobre 1899. 